# Żarnowiec (gromada w powiecie krośnieńskim)
Żarnowiec (do 31 XII 1958 Jedlicze) – dawna gromada, czyli najmniejsza jednostka podziału terytorialnego Polskiej Rzeczypospolitej Ludowej w latach 1954–1972.
Gromady, z gromadzkimi radami narodowymi (GRN) jako organami władzy najniższego stopnia na wsi, funkcjonowały od reformy reorganizującej administrację wiejską przeprowadzonej jesienią 1954 do momentu ich zniesienia z dniem 1 stycznia 1973, tym samym wypierając organizację gminną w latach 1954-1972.
Gromadę Żarnowiec z siedzibą GRN w Żarnowcu utworzono 1 stycznia 1959 w powiecie krośnieńskim w woj. rzeszowskim w związku z przeniesieniem siedziby gromady Jedlicze z Jedlicza do Żarnowca i zmianą nazwy jednostki na gromada Żarnowiec (zmiana była podyktowana wyłączeniem z gromady Jedlicze miejscowości Jedlicze, Borek i Męcinka, i utworzenia z nich osiedla Jedlicze).
Dla gromady ustalono 24 członków gromadzkiej rady narodowej.
31 grudnia 1961 do gromady Żarnowiec włączono obsar zniesionej gromady Chlebna w tymże powiecie, po czym siedzibę gromady Żarnowiec przeniesiono do osiedla Jedlicza (zachowując nazwę gromada Żarnowiec).
1 stycznia 1969 do gromady Żarnowiec włączono obszar zniesionej gromady Jaszczew w tymże powiecie.
Gromada przetrwała do końca 1972 roku, czyli do kolejnej reformy gminnej.